# Yagba
Yagba és una regió i un subgrup ioruba de l'estat de Kogi. Limita amb terres nupes al nord, amb els ekitis al sud i amb Ijumu i Bunu al sud-est, ocupant una superfície de 3.454 quilòmetres quadrats. La població és de 331.329 habitants. Els habitants de Yagba parlen un dialecte anomenat okun; encara que la gran majoria viuen a l'estat de Kogi n'hi ha alguns també a l'estat de Kwara i a l'estat d'Ekiti, cosa deguda primer als atacs nupes del segle xix que van provocar desplaçaments de població, i també a l'administració britànica que va distribuir zones a efectes administratius de la manera més convenient per a ells sense tenir en compte a les poblacions.

## Origen
El terme Yagba és encunyat de la paraula Iya Agba (que vol dir "dona vella"). Hi ha dues versions sobre l'origen de Yagba i els seus habitants. Un relat afirma que les persones de Yagba eren descendents d'una famosa princesa, que al final de la seva vida era anomenada Iya-Agba. Es diu que havia portat a un grup d'immigrants Oyo, i es va establir en la zona actual de la societat Yagba. Aquest relat l'explicaven els yagbes de l'extinta província d'Ilorin. En suport d'aquesta història estaria el fet que l'alafin d'Oyo havia estat víctima de guerrers nupes obligant a una reina (ayaba) a emigrar. Els avantpassats d'Ere, Egbe i Eri haurien vingut d'Oyo. La segona versió afirma que van emigrar d'Ile-Ife, que fou l'origen de dispersió generalment acceptada de tots els ioruba; aquesta versió és la preferida pels yagbes d'Ife-Olukotun, Ejuku, Isanlu i Mopa (les àrees de govern local de Yagba East i de Mopamuro. Els dos relats semblen contradictoris però és probable que es puguin conciliar: tots dos tenen un punt en comú, que és l'acord sobre el fet que són descendents dels fundadors migrants; en resum, els grups yagbes representen una barreja de diversos immigrants de diversos orígens.
D'altra banda, no sembla haver-hi contradiccions en relació amb l'assentament més antic a l'àrea. Per exemple, la gent de Yagba West accepten Akata Ere com l'assentament més antic, mentre que la gent de Yagba East consideren Ilai/Awoyo com el punt de dispersió al país Yagba. L'afirmació d'Akata Ere com el més antic assentament en la societat yagba i el punt de dispersió no està confirmat per l'arqueologia. excavació realitzada en un lloc del país Yagba, Awoyo, dona una data de radiocarboni de 665 + - 145 BP el que implica que Awoyo és un lloc antic que es remunta al voltant de segle xiii; proves d'arxiu donen suport, tanmateix, al fet que Awoyo és el lloc més antic habitat a tot el país Yagba.

## País Yagba
En el àmbit polític, en les comunitats Yagba pre-colonials, no hi havia una autoritat central, és a dir, la totalitat de la societat Yagba no havia estat organitzada en un sol govern en el sentit modern i no disposaven d'una monarquia (Iyagba) No hi va haver en cap moment un cap suprem. Existia un consell d'ancians que es podia reunir de tant en tant per decidir sobre qüestions que afectaven tot el poble. En resum, no existia una forma de govern amb un centre localitzar de poder. El sistema de govern era una prototip de democràcia popular. L'autoritat descansava en mans de tres categories de líders: classe sacerdotal, els caps dels clans i els nous homes de poder catapultat a posicions de direcció per les circumstàncies del moment. Hi va haver una relativa pau en les comunitats yagba, ja que cada assentament independent no feia la guerra contra un altre ni contra els seus veïns.

## Domini del regne de Nupe
El final de les intrigues polítiques o conflicte de la successió al regne de Nupe través dels esforços polítics i militars i la mediació de Gwandu que va donar lloc a un sistema durador i regularitzat de la successió pels descendents de Dendo, va reforçar Nupe i el va predisposar a l'expansió que es va produir sobre els pobles veïns, a la recerca de la prosperitat econòmica i la supremacia militar. A l'inici, les empreses militars foren en formes d'atacs puntuals amb saqueig i operacions per adquirir esclaus per a l'exportació. Abans de 1800, les batudes d'esclaus fetes per Nupe i Ilorin al país Yagba va donar com a resultat la presència per primer cop de yagbes a Ilorin.
Durant els regnats concurrents d'Etsu Usman Zaki (1836-1841) i Masaba (1841-1847) els atacs anteriors al sud-est van ser seguits per esforços més freqüents i millor organitzats. Masaba, un dels aspirants al tron de Nupe, mentre estava en campanya al país Egba per adquirir esclaus entre 1833 i 1840 va haver de posar bruscament fi a les operacions a causa de la revolta a Lafiaji que el va obligar a sortir de Lade, la seva capital i fugir a Egbe, una comunitat yagba on va aixecar un exèrcit per recuperar la seva capital, que va tornar a ocupar el 1845. Entre 1850 i 1857, una altra rebel·lió dirigida per Umar Barbushe va forçar a Masaba a fugir a Ilorin. A partir d'aquí es va intensificar les seves campanyes militars al país Yagba amb la col·laboració dels fulanis d'Ilorin. Els fulanis d'Ilorin estaven imbuïts de la idea de difondre la religió musulmana i per tant, els atacs conjunts Nupe-Ilorin a les comunitats Yagba formaven part d'aquesta idea, si bé a part d'aquest motiu religiós que tenien principalment els fulanis, el país Yagba va ser atacat per tal de recollir tributs i per adquirir captius per conrear collites, el que va comportar l'afluència de més gent yagba cap a Ilorin.
Va ser en aquest període (vers 1840) que la població yagba d'Ejuku, que després fou un centre clau per a la dominació Nupe a la zona oriental de Yagba, va ser derrotada després d'un setge de tres anys. L'horitzó polític va canviar amb la invasió de les comunitats yagbes. La sèrie d'atacs es va fer més incessant i es va intensificar. Va ser durant aquest període que la història política de la societat yagba va canviar pel fet que l'annexió els va portar sota el govern de Bida. Moltes poblacions yagbes van acceptar la sol·licitud de Nupe d'enviar representants per retre homenatge com un signe de submissió. Les persones que identificaven els seus interessos amb els del regne de Nupe foren instal·lats per gestionar la recollida i enviament del tribut anual que enviaven a Bida. Aquests agents coneguts com els Ogba van ser posats al front dels districtes conquerits i van retre homenatge anualment a Bida. Els Ogba eren els representants de Nupe que servien com enllaç entre el poder de Nupe i els seus subjectes i s'encarregaven de la recol·lecció dels tributs i de garantir la lleialtat absoluta de les persones sota el seu comandament a l'administració central. La política administrativa Nupe basada en els Ogba va seguir vigorosament, amb la societat yagba dividida en Yagba del sud-est i Yagba del sud-oest sota Ogba Raji i Ogba Maliki respectivament. Posteriorment va esdevenir la integració de tota la societat yagba en una relació d'homenatge i pagament de tribut a Bida. El nomenament d'un individu per exercir responsabilitats més enllà del seu propi llogaret, va ser una innovació en la història política de les persones Yagba

## Domini britànic
Els yagbes, en adonar-se que no podrien lliurar-se del jou de Nupe, van recórrer als britànics i obertament van sol·licitar la seva intervenció. Hi ha registres relacionats amb les diputacions d'aquests districtes a Lagos i a altres llocs que són la confirmació que alguns líders locals van demanar que els britànics anessin a protegir-los dels nupes. Un respir va arribar a través de l'esforç de la Policia de la Companyia Reial del Níger que va forçar a les forces nupes a retirar-se, marcant per tant el final de la conquesta Nupe. Des de 1897, la Companyia es va fer càrrec de l'administració fins a 1900, quan es va establir l'administració colonial britànica, i es va acabar efectivament la presència nupe al sud del Níger. La introducció de l'administració provincial va donar a llum a la creació de la província d'Ilorin i la Província del Níger Mitjà. La Companyia fou suprimida el 28 de desembre de 1899 i va cedir els seus dominis a l'Imperi Britànic el 1900 a canvi de diners i certes concessions. El 1901, la província del Níger Mitjà es va dividir en dos, de manera que el component Nupe va formar una província separada anomenada Província del Níger, mentre que les restants terres Kabba, Kakanda i Oworo es van constituir en el que fou a partir d'aquest moment la província de Kabba. La separació es va dur a terme per apaivagar als yagbes més vehements en contraposició a la seva fusió d'altres yagbes amb els nupes de Lafiaji i Patigi. La delimitació de les províncies d'Ilorin, Kabba i Nupe es van convertir en una font de problemes entre Ilorin i Nupe d'un costat i Kabba de l'altra. Tant Ilorin com Nupe van posar persistentment reclamacions a parts substancials de la província de Kabba com a part dels territoris que posseïen abans de l'adveniment del règim colonial, especialment en la delimitació de la frontera entre les províncies Kabba i Ilorin el 1905 (Arxiu Nacional, Kaduna 1912). És en aquest procés que alguns pobles del país Yagba es van integrar a la província d'Ilorin. Ilorin i Kabba van romandre províncies separades fins a 1913 quan la Província de Kabba es va fusionar amb Ilorin i aquesta situació es va mantenir fins a 1921, quan Kabba es va tornar a separar de la província després de les protestes persistents de la gent de Kabba, que consideraven que la zona era culturalment yagba i no tenien res en comú amb el poble de la província de Ilorin.
Les persones parlant l'okun van ser fàcilment convençuts per incorporar-se al sistema colonial britànic; la regió fou separada del govern de Bida amb el nom de Nupe del Sud; els britànics es van evitar la molèstia de sotmetre als microestats yagbes un rere l'altre com havien de fer als llocs on no hi havia un govern central, doncs els yagbes, cansats del domini nupe, no van oposar cap resistència als nous colonitzadors. Va ser un canvi d'amos probablement dictada per la situació històrica local. Per tant, en l'administració de la zona, un sistema de govern indirecte com el que havien aplicat els nupes, va ser mantingut, sense retornar-se al sistema anterior a la dominació nupe. A part d'això, algunes persones van ser elevats a la posició de poder i autoritat, incloent aquells que no tenia cap dret a aquesta posició. Aquestes persones eren guerrers i caçadors que van aconseguir la prominència com a resultat de la seva valentia en contra de les diverses incursions nupe. Es van convertir en el punt d'unió per a la gent i finalment van eclipsar els caps dels clans. La institució dels caps de poble i districte introduït per la potència colonial va canviar el patró de política de la zona.

## Administració interna
En l'administració de la zona, persones nupes van ser designats com a caps de districte, però els yagbes van protestar contra això; per exemple, el nomenament de Kpotun, un home Nupe, fou resistit amb vehemència; es deia que era tirànic, arrogant i cruel sobretot en la recaptació d'impostos, on l'incapacitat per pagar un impost dins el termini conduïa invariablement a una brutal pallissa i la gent era sotmesa a tota mena d'humiliacions; els seus mètodes, com un informe oficial de 1928 va declarar, semblaven haver estat indegudament despòtics. Els nupes a més eren vistos com a agents dels nous amos; posteriorment, a causa de la protesta contra l'ús dels nupes com a caps de districte, l'Ooju d'Ere, un yagba va ser finalment nomenat com el cap del districte. No obstant això, no va acabar amb el govern nupe perquè el districte de Yagba West formava part de la divisió Lafiaji-Pategi del Regne Nupe i l'Ooju d'Ere aparentment ignorava els límits de la nova independència (simplement administrativa) i va actuar com si Yagba West fos completament independent de Lafiaji-Pategi, fent accions que van donar aquesta impressió; va assumir funcions de la reialesa amb la seva parafernàlia i va reivindicar el dret a comunicació directa amb l'oficial de Districte ignorant per complet l' Etsu de Pategi al que va tractar amb escassa cortesia. A causa de la seva obstinació, i l'activitat independent que li feia prendre decisions unilaterals sense passar pel procediment establert, va ser destituït el 1931 amb l'excusa de l'especulació fiscal i reemplaçat per l'Agbana d' Egbe. La protesta de Yagba West finalment va fructificar quan el districte fou fusionat amb l'habitat pels seus parents i amics de part del districte de Yagba East.
A Yagba East, abans de la institució del cap de poble i cap de districte, els habitants estaven sota el lideratge del Obaro de Kabba. L' Obaro que va regnar de 1888 a 1923 va ser més d'una còmplice que subjecte dels nupes. Amb això, el seu paper es va transformar i l'alta posició ocupada per l' Obaro estava en desacord amb el seu paper tradicional, perquè en l'entorn sociopolític indígena, no era més que el cap del grup ètnic owe. Per tant, per a col·laborar amb els nupes, el poder i autoritat de l'Obaro es va estendre sobre els grups no owes com els yagbes. Va ser considerat com un governant de màxima importància per la supervisió de la recol·lecció de tributs d'aquelles àrees. No obstant això, el 1924, l'Olukotun d'Ife, el cap Ajibola Asejogba I, va ser designat com el cap del districte. Va ser anomenat Oba Yagba, és a dir, el cap/rei de la gent Yagba, diferent de ser merament un cap del seu poble. Va morir el 1928 i va ser succeït per Oju Aloko que fou anomenat com l'Obaro de Mopa. Va tenir un paper decisiu en la fusió de Yagba West amb Yagba East el 1934.